# Dysdera silvatica
Dysdera silvatica este o specie de păianjeni din genul Dysdera, familia Dysderidae, descrisă de Schmidt, 1981.
Este endemică în Insulele Canare. Conform Catalogue of Life specia Dysdera silvatica nu are subspecii cunoscute.